# Thomas Dobrée (1781-1828)
Pour l’article homonyme, voir Thomas Dobrée (1810-1895).
Thomas Dobrée, né le 6 avril 1781  à Nantes, en France, et mort le 15 décembre 1828 dans la même ville, est un armateur et industriel nantais. 
Son fils, Jean Frédéric Thomas Dobrée, étant également appelé par usage "Thomas Dobrée", les formes « Thomas I Dobrée » et « Thomas II Dobrée » sont parfois employées pour les distinguer.

## Biographie
Originaires de Normandie, mais établis depuis le XVIe siècle à Guernesey, les Dobrée sont une famille protestante, qui a participé pendant trois générations à la vie économique et politique de la ville d'adoption.
Pierre Frédéric, cousin du gouverneur de la Banque d'Angleterre Bonamy Dobrée, s'établit à Nantes au cours du XVIIIe siècle et y exerce une activité d'armateur. Il est le négociant des lumières qui a lancé l'affaire familiale. 
Thomas, fils de Pierre Frédéric Dobrée et de Marie Rose Schweighauser, est aussi armateur, mais il diversifie l'activité de sa maison, qu'il va faire grandir grâce à ses talents d'entrepreneur et d'innovateur.

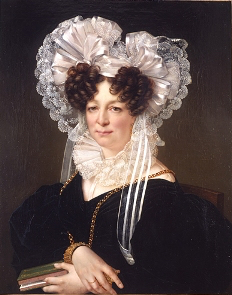
Portrait de son épouse, Frédérique Möller (1778-1858).

Le 2 avril 1808, séjournant à Hambourg, il épouse Frédérique Möller, née à Nantes en 1788, dont il a un enfant en 1810 : Jean Frédéric Thomas, généralement désigné simplement comme « Thomas ». Frédérique Möller est la fille de Joachim Jean Möller, de Bergen (Norvège), banquier et négociant à Nantes et Hambourg, consul du Danemark en Bretagne, acquéreur du château de Chassenon, et de Catherine Paschen, de Hambourg.
Dans les années 1810, il est un promoteur de l'activité baleinière à Nantes.
Il est conseiller municipal et est élu juge au tribunal de commerce de Nantes à partir de 1813.
Il est à noter qu'il ne pratique pas la traite négrière (même si l'esclavage a été rétabli en 1802 par Napoléon, la traite reste illégale avant d'être formellement interdite en 1831), ce qui n'empêche pas certains armateurs nantais de continuer à se livrer à ce trafic. On a de lui une lettre écrite en 1814 (donc avant l'interdiction) sur ce sujet. Il y développe successivement : les faits qui rendent la traite attractive ; les arguments qui vont totalement à son encontre ; les arguments qui visent à démontrer que la traite est un moindre mal. Il se dit hésitant sur la conduite à adopter et sollicite l'avis de son correspondant. En fin de compte, il ne s'y est pas engagé, et même, il va entrer dans le mouvement abolitionniste en devenant membre de la Société de la morale chrétienne, créée au début des années 1820 en Angleterre, puis en France. Mais sa position ne reflète pas celle des négociants nantais de la Restauration.

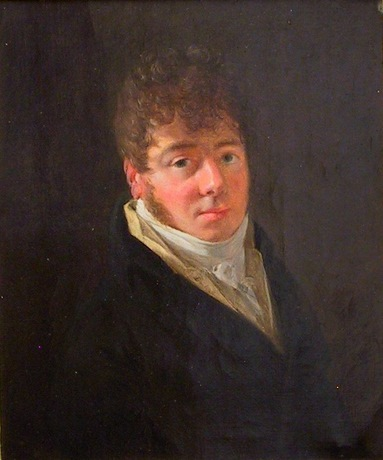
Portrait de Thomas Dobrée
réalisé en 1807 par François Sablet (musée Dobrée)

Il se consacre aussi au développement de l'industrie : en particulier, il joue un rôle important dans les premiers temps des forges de Basse-Indre, en liaison avec des investisseurs britanniques. Il n'est pas présent dès la fondation en 1820, mais intervient dès 1823, avec l'aide du banquier Goüin (Éd. et J. Goüin), alors que l'usine est encore en construction, et devient l'élément central de la Société des Forges de Basse-Indre, créée en 1825 à la suite des difficultés de la première société. Il est probable que son décès prématuré en 1828 contribue à l'échec (provisoire) de l'entreprise en 1829. Il projette également, avec son beau-frère Ignace Möller, l'installation de trois hauts fourneaux dans le bassin houiller de Faymoreau par pétition du 15 décembre 1827.
Il meurt le 15 décembre 1828, âgé de 47 ans, à son domicile situé au no 1 de la place Graslin ; son épouse décède 30 ans plus tard.

## Hommages
Il a donné son nom à la rue Dobrée, à Nantes.